# Elegiac
Elegiac è un CD live di Zoot Sims e del chitarrista Bucky Pizzarelli, pubblicato dalla Storyville Records nel 1996. Il disco fu registrato dal vivo il 6 novembre del 1980 a New York City, New York (Stati Uniti).

## Tracce
1. Lester Leaps In – 4:29 (Lester Young)
2. Willow Weep for Me – 7:28 (Ann Ronell)
3. Limehouse Blues – 5:20 (Philip Braham, Douglas Furber)
4. My Old Flame – 5:49 (Sam Coslow, Arthur Johnston)
5. In a Mellow Tone – 4:22 (Duke Ellington, Milt Gabler)
6. I Got It Bad (And That Ain't Good) – 2:20 (Duke Ellington, Paul Francis Webster)
7. Satin Doll – 2:42 (Duke Ellington, Johnny Mercer, Billy Strayhorn)
8. Take the A Train – 2:56 (Billy Strayhorn)
9. Fred – 6:35 (Neal Hefti)
10. Jean – 6:50 (Rod McKuen)
11. Stompin' at the Savoy – 5:46 (Benny Goodman, Andy Razaf, Edgar Sampson, Chick Webb)
12. Memories of You – 5:56 (Eubie Blake, Andy Razaf)
13. Softly,as in a Morning Sunrise – 4:30 (Oscar Hammerstein II, Sigmund Romberg)
14. The Girl from Ipanema – 4:32 (Antônio Carlos Jobim, Norman Gimbel, Vinicius de Moraes)

## Musicisti
- Zoot Sims - sassofono tenore, sassofono soprano
- Bucky Pizzarelli - chitarra[2]